# La vera storia della monaca di Monza
La vera storia della monaca di Monza è un film del 1980 diretto da Bruno Mattei (con lo pseudonimo Stefan Oblowsky). La pellicola è di genere Nunsploitation (o Tonaca Movie) e si ispira a Interno di un convento (1977) di Walerian Borowczyk.
La storia è una libera rilettura in chiave erotica del personaggio di Suor Gertrude de I promessi sposi di Alessandro Manzoni.

## Trama
Per volere del padre, Don Martino de Leyva, e per oscure ragioni familiari, la giovanissima Marianna de Leyva viene rinchiusa nel convento di Santa Margherita e diventa suora prendendo il nome di Virginia Maria. Anche se timorata di Dio, la vocazione della ragazza non è forte e il monastero è tutt'altro che in odore di santità: il cappellano, don Arrigone, ha rapporti con le suore compiacenti e favorisce le notturne irruzioni del suo ricco compare, Giampaolo Osio.
Suor Virginia scopre l'amore saffico con le corrotte compagne di camera, Suor Benedetta e Suor Candida, e alla morte del padre si proclama feudataria di Monza e superiora del convento. In tale veste diventa l'amante di Osio e resta incinta, ma il bambino nasce morto nonostante il prodigarsi della novizia Margherita, campagnola ed esperta come levatrice. Margherita, però, tenta di fare pagare troppo caro il suo silenzio e le sue varie prestazioni, e per questo motivo viene uccisa da Giampaolo Osio.
I delitti sono troppi, anche per un convento di gente viziosa, e le suore più anziane - estromesse da suor Virginia - ne approfittano per recuperare il potere tolto e chiamano un frate inquisitore a indagare sui fatti. Il frate si rende subito conto della situazione e fa catturare e condannare i maggiori colpevoli: alle suore Candida e Benedetta viene dato il carcere a vita, Giampaolo Osio viene privato di tutti i beni, don Arrigone viene condannato due anni di galera e suor Virginia, alla quale spetta il destino peggiore, viene murata viva.

## Produzione
Con l'esplodere del genere nunsploitation, in seguito al successo di film come La monaca di Monza (1969) di Eriprando Visconti e Interno di un convento (1977) di Walerian Borowczyk, Nicolò Pomilia della Stefano Film affida a Bruno Mattei il compito di girare un film erotico ambientato in un convento.
Come ricorda Mattei in un'intervista a Nocturno Cinema, «a me non era passato neanche nell'anticamera del cervello, ma organizzarono tutto i fratelli Simonetti, che avevano inventato i decamerotici».
Questo film segna l'inizio della collaborazione di Mattei con il giovane Claudio Fragasso, il quale mise mano alla sceneggiatura iniziale che era una chiara riscrittura de I promessi sposi.
Il film venne girato da Mattei in contemporanea con L'altro inferno (1981). In un'intervista a Marco Giusti per Stracult, l'attore Franco Garofalo racconta «erano due film insieme, contemporaneamente: al mattino giravamo le scene di un film, il pomeriggio l'altro».

## Accoglienza

### Censura
Alla sua uscita, il film venne tagliato dalla censura (visto di censura italiano n. 75139, rilasciato il 17 maggio 1980) e vietato ai minori di 18 anni a causa delle eccessive scene erotiche.

### Incassi
Il film registrò un totale insuccesso al botteghino: gli spettatori italiani furono solo 1253.

### Critica
Secondo Gordiano Lupi, «Mattei è molto bravo a dare un taglio da melodramma erotico a un lavoro che non sconfina mai nel morboso, ma mostra interessanti sequenze erotiche».
Gian Luca Castoldi sostiene che «Il film è stringato, essenziale, persino privo di ritmo, forse per colpa di un montaggio lento e deludente. [...] Le scene di sesso sono piatte e poco eccitanti, peccato perché non sono state utilizzate al meglio la Kerova e Paola Montenero. Da segnalare le musiche di Gianni Marchetti a metà strada tra i Goblin e i canti gregoriani».

## Edizioni home video
La versione in DVD è stata pubblicata dalla Exploitation Digital il 29 agosto 2006 negli Stati Uniti e dalla Sony Pictures Home Entertainment il 11 maggio 2011 in Italia.